# Connor Hawke
Connor Hawke meglio conosciuto come Freccia Verde II, è un personaggio dei fumetti creato da Kelley Puckett e Jim Aparo nel 1994, pubblicato dalla DC Comics. È apparso per la prima volta su Green Arrow n. 0 (seconda serie, ottobre 1994). Ha vestito per qualche tempo i panni del supereroe Freccia Verde.

## Biografia del personaggio

### Incontro con Ollie
Connor Hawke incontrò Oliver Queen in seguito all'arrivo di Ollie all'ashram dove Connor stava studiando da anni. Ollie si era già recato lì circa vent'anni prima, in cerca di pace dopo aver accidentalmente ucciso un criminale (in The Flash n. 217). Il ritorno di Ollie all'ashram avvenne in circostanze simili, essendo il supereroe perseguitato dal pensiero dell'uccisione, avvenuta per sua mano, del suo miglior amico Hal Jordan, che al tempo si credeva fosse impazzito e quindi divenuto il supercattivo Parallax. Grazie a Connor, che era un grande fan di Freccia Verde, Ollie fu in grado di riacquistare un minimo di pace interiore e si avventurò di nuovo nel mondo, specialmente dopo aver subito numerosi attentati alla sua vita.
Connor decise di viaggiare con Ollie, e creò un costume simile al suo. Connor divenne la "spalla" di Ollie, incontrando anche Eddie Fyers, l'agente federale che si comportava come una sorta di consigliere per Ollie. Fu durante questo periodo che Olli scoprì la verità sulla sua connessione con Connor (raccontatagli dal fantasma di Hal Jordan): Connor era il figlio di Ollie, concepito durante il periodo di soggiorno di Ollie all'ashram vent'anni prima, una verità che Eddie Fyers aveva già dedotto. Ollie non la prese bene e se ne andò, accettando di andare sotto copertura per il governo in un gruppo di eco-terroristi chiamati Eden Corps. La missione si rivelò fatale per Ollie, il cui braccio venne connesso ad una bomba in un aereo che era diretto a Metropolis. Piuttosto che danneggiare Metropolis, Ollie sacrificò se stesso per lasciare che la bomba esplodesse lontana dalla città. Con il padre morto, Connor decise di prendere come proprio il mantello di Freccia Verde e di continuare l'opera del padre.

### Il nuovo Freccia Verde
Connor continuò a lavorare con Eddie, a volte aiutato dal maestro di arti marziali di Connor (Master Jansen), mentre tentava di trovare il suo mondo non solo nel mondo dei supereroi ma anche nella tradizione delle Frecce Verdi. Ricordandosi dell'amicizia tra il padre ed Hal Jordan, Connor divenne presto amico con la nuova Lanterna Verde Kyle Rayner, che stava a sua volta lottando per essere all'altezza della tradizione del suo clan. Connor incontro anche Black Canary (Dinah Lance), il vero amore di Ollie, che gli regalò uno dei vecchi archi di Ollie, che Connor iniziò ad usare come proprio da allora. Oltre a farsi amicizie, Connor si trovò anche faccia a faccia con Lady Shiva, la più letale assassina del mondo, e fu capace di combatterla praticamente ad armi pari, diventando uno dei pochi che erano sopravvissuti ad un confronto con lei. Tuttavia, a differenza dei soli Batman, Deathstroke, Nightwing e Cassandra Cain, Connor non riuscì a batterla.
Connor si applicò anche per entrare a far parte della JLA, prendendo il posto del padre. In quello che sarebbe stato il suo secondo intervento, salvò da solo la JLA dalle mani della Chiave. Connor sconfisse i robot della Chiave usando le vecchie frecce speciali del padre dato che le sue erano andate distrutte. Infine, mise al tappeto la Chiave usando la famosa freccia "guantone-da-boxe" e fu accettato come membro dalla JLA.
In seguito venne usato da Batman come un "traditore" della JLA in un piano destinato a distruggere la Lega dell'ingiustizia di Lex Luthor. Connor lasciò in seguito la JLA, sentendosi più a suo agio con il lavoro nelle strade e fuori dal suo elemento nelle avventure cosmiche affrontate dalla JLA, anche se mantenne lo status di riserva. Lui ed Eddie tornarono per qualche tempo all'ashram dove Connor era stato cresciuto, anche se entrambi tornarono spesso nel mondo esterno, aiutando Robin, Spoiler e Batgirl.

### Ritorno all'azione
Quando Ollie ritornò dalla morte, Connor lasciò l'ashram e lo rintracciò. Connor ed Ollie si trasferirono a vivere assieme a Star City. I due scelsero di vivere con Mia Dearden, una ragazza scappata di casa che Ollie prese in casa ed allenò per farla diventare il suo nuovo sidekick, Speedy. Dopo essere ritornato alla vita da supereroe Connor venne seriamente ferito due volte, una dal supercriminale chiamato Onomatopoeia ed una da Constantine Drakon, ma continuò a mantenere il suo ruolo di eroe. È la voce della ragione di Ollie, ed i due hanno creato una relazione padre-figlio molto forte.

### Un anno dopo
Dopo gli eventi di Crisi infinita, Connor venne trovato su un'isola con Mia Dearden in Teen Titans n. 34 (terza serie, 2006).
Una miniserie di sei numeri dal nome Connor Hawke: Il sangue del drago dovrebbe vedere la luce in USA a novembre, scritta da Chuck Dixon e disegnata da Derec Donovan. In un'intervista alla rivista statunitense specializzata Wizard (n. 177) Dixon ha dichiarato: «Una grossa sorpresa porterà ad un grande cambiamento nella vita di Connor, legato in particolar modo a suo padre».
Connor viene colpito al petto da Shado, membro della Lega degli Assassini.
Dopo aver portato Connor in ospedale, suo padre Ollie apprende da Mia Dearden che il ragazzo e già a conoscenza di essere stato abbandonato da lui. I medici e Hal Jordan sono in grado di salvargli la vita, ma il proiettile è stato rivestito con una tossina devastante, lasciando Connor in uno stato vegetativo persistente dal quale non può uscire. Oliver è devastato dalla consapevolezza che suo figlio non potrà mai svegliarsi e dal fatto che Connor lo aveva perdonato anni fa.
Connor viene rapito dal Dottor Sivana, che intende tramutarlo in un drone ai suoi ordini. Viene salvato da Oliver e riportato al suo letto d'ospedale, dove finalmente si sveglia dallo stato comatoso.
Dopo il coma, tuttavia, Connor inizia a esporre alcuni insolite caratteristiche. Fisicamente sano, ha ora un'amnesia e ha dimenticato di tutto ciò che gli è successo prima del risveglio (anche la sua vita da supereroe), non sente alcun dolore e mostra un forte fattore di guarigione metaumano (dovuto alle "cure" di Sivana).

## Controversie
Connor ha antenati asiatici, africani ed europei e veniva inizialmente disegnato con tratti asiatici, pelle scura, occhi e capelli chiari. In seguito alla storia Quiver il disegno del personaggio venne cambiato ed a Connor vennero attribuiti tratti europei e pelle chiara, anche se una figura della sua infanzia nella più recente storia La cerca dell'arciere lo fa vedere con la pelle scura. Questo ha portato ad una considerevole confusione tra i nuovi lettori ed anche alcuni dei vecchi. Non è stata data una ragione ufficiale per il cambiamento.

## Poteri e abilità
Connor non possiede alcun tipo di superpotere, ma è un arciere esperto (anche se non ha l'attitudine naturale che invece possiede suo padre). A differenza del padre (che da sempre ha usato frecce speciali), usa un arco e delle frecce tradizionali.
In seguito al suo addestramento all'ashram, Connor può imitare gli stili di combattimento che vede, anche se è un'abilità che ha acquisito con il tempo e non un superpotere. Lo scrittore Chuck Dixon ha usato la storia La confraternita del pugno per dare definitivamente a Connor il ruolo di miglior combattente corpo-a-corpo del mondo. Anni dopo, comunque, l'assassino esperto di arti marziali Constantine Drakon si dimostrerà chiaramente superiore a Connor in questo campo, anche se l'eroe era armato e lui no. Questo porta sia alla speculazione che Drakon possa essere un metaumano sia alla speculazione che Connor non sia più il miglior combattente nell'universo DC. L'anno successivo a questa miniserie, comunque, l'abilità nelle arti marziali di Connor fu ristabilita nella serie, di breve vita, dedicata a Richard Dragon. Anche se la più realistica spiegazione per queste differenze sia semplicemente il diverso approccio degli autori al personaggio, ci sono esempi nella vita reale di eccezionali praticanti di arti marziali dimostratisi particolarmente deboli contro determinati stili di combattimento.
Tutto questo però viene applicato all'Universo DC della "Modern age" dato che Val Armorr, il Karate Kid (un personaggio apparso in varie storie ambientate nel futuro Universo DC) è solitamente accettato, ma non ufficialmente, come il miglior atleta di arti marziali di qualsiasi periodo della storia dell'Universo DC. Il titolo di "miglior artista marziale" nell'universo DC, è passato da personaggio a personaggio: da Lady Shiva a Batman, fino a Karate Kid. È quindi impossibile definire chi sia realmente il migliore. Per questo motivo, e per le contraddizioni avvenute nei fumetti nel corso degli anni, questa definizione non può essere presa come attendibile.